# Webster megye (Georgia)
Webster megye az Amerikai Egyesült Államokban, azon belül Georgia államban található. Megyeszékhelye és legnagyobb városa Preston. Lakosainak száma 2348 fő (2020. április 1.). Webster megye Marion, Sumter, Terrell, Randolph és Stewart megyékkel határos.

## Népesség
A megye népességének változása:
| Lakosok száma | 2777 | 2791 | 2785 | 2719 | 2648 | 2348 |
|               | 2010 | 2011 | 2012 | 2013 | 2015 | 2020 |